# Mistrzostwa Świata w Aerobiku 2002
Mistrzostwa świata w aerobiku 2002 odbyły się w dniach 29–31 lipca 2002 w Kłajpedzie. Była to 7. edycja mistrzostw.

## Rezultaty

### Kobiety indywidualnie
| Pozycja | Gimnastyczka          | Narodowość | Pkt    |
| ------- | --------------------- | ---------- | ------ |
|         | Yuriko Ito            | Japonia    | 18.450 |
|         | Izabela Lacatus       | Rumunia    | 17.950 |
|         | Mihaela Pohoata       | Rumunia    | 17.450 |
| 4       | Ekaterina Cherepanova | Rosja      | 17.250 |
| 5       | Ludmila Kovatcheva    | Bułgaria   | 17.200 |
| 6       | Giovanna Lecis        | Włochy     | 16.900 |
| 7       | Monica Hontoria       | Hiszpania  | 16.250 |
| 8       | Irene Gutierrez       | Hiszpania  | 15.650 |

### Mężczyźni indywidualnie
| Poz. | Gimnastyk                 | Narodowość       | Pkt    |
| ---- | ------------------------- | ---------------- | ------ |
|      | Jonatan Canada            | Hiszpania        | 19.680 |
|      | Grégory Alcan             | Francja          | 18.150 |
|      | S. Marchenkov             | Rosja            | 17.800 |
| 4    | Halldor Birgir Johannsson | Islandia         | 17.700 |
| 5    | Park Kwang-soo            | Korea Południowa | 17.200 |
| 6    | Bogdan Popa               | Rumunia          | 17.150 |
| 7    | Leonardo Silva            | Brazylia         | 16.750 |
| 8    | Diego Deville y Lozano    | Argentyna        | 15.530 |

### Pary mieszane
| Poz. | Gimnastycy                               | Narodowość | Pkt    |
| ---- | ---------------------------------------- | ---------- | ------ |
|      | Tatiana Soloviova, Vladislav Oskner      | Rosja      | 18.700 |
|      | Giovanna Lecis, Wilkie Satti Sanchez     | Włochy     | 18.350 |
|      | Izabela Lacatus, Remus Nicolai           | Rumunia    | 17.850 |
| 4    | Galina Lazarova, Marian Kolev            | Bułgaria   | 17.450 |
| 5    | Ekaterina CherepanovaSergei Konstantinov | Rosja      | 17.100 |
| 6    | Ana Macanita, Joan Barreira              | Portugalia | 16.550 |
| 7    | Irene Gutierrez, Israel Carrasco         | Hiszpania  | 16.400 |
| 8    | Marina Matos Lopez, Lucas Barbugiani     | Brazylia   | 15.850 |

### Tria
| Poz. | Gimnastycy                                                                | Narodowość | Pkt.   |
| ---- | ------------------------------------------------------------------------- | ---------- | ------ |
|      | Alba de las Heras, Jonatan Canada, Israel Carrasco                        | Hiszpania  | 19.061 |
|      | Assia Ramizova, Tanya Hadjieva, Margarita Stoyanova                       | Bułgaria   | 18.871 |
|      | C.E. Olivares Arancibia, Carolina Chacon Molinez, J.P. Olivares Arancibia | Chile      | 17.894 |
| 4    | Anna Petrovicheva, Natalia Horgunova, Inna Soldatenko                     | Rosja      | 16.829 |
| 5    | Daniela Maranduca, Cristina Marin, Mirela Rusu                            | Rumunia    | 16.768 |
| 6    | Cedric Rios, Harold Lorenzi, Gaylord Oubrier                              | Francja    | 16.500 |
| 7    | Zang Xialong, Song Bo, Ge Zhibin                                          | Chiny      | 16.200 |
| 8    | Diego Deville y Lozano, Fernando Javier Rolla, Luciano Miguel Jantus      | Argentyna  | 15.350 |

### Wielobój drużynowo
| Poz. | Gimnastycy                                                                                                 | Państwo          | Pkt    |
| ---- | --- | ---------------- | ------ |
|      | Madalina Gogitu, Aurelia Ciurea, Cristina Marin, Daniela Nicolai, Mihaela Pohoata, Mirela Rusu             | Rumunia          | 17.539 |
|      | Marina Ulbina, Irina Ulbina, Ekaterina Cherepanova, Ekaterina Lunyushkina, Elena Kopylova, Danil Chermenev | Rosja            | 16.347 |
|      | Mikhail Afus, Victor Sychov, Vasily Kozirev, Danila Chokhin, Inna Soldatenko, Anna Petrovicheva            | Rosja            | 16.000 |
| 4    | Kim Ki-seong, Park Kyung-min, Song Jong-kun, Nam Yo-han, Lee Tae-ho, Jang Ji-hwan                          | Korea Południowa | 15.700 |
| 5    | Sebastien Pommereau, Ludovic Robert, David Simeon, Harold Lorenzi, Pierrick Charilas, Gaylord Oubrier      | Francja          | 15.400 |
| 6    | Simone Mancini, Danila Mancini, Barbara Iannelli, Barbara Tomassetti, Ilaro Sergi, Sergio Belleantonio     | Włochy           | 15.083 |
| 7    | Roberta Tecchi, Luna Pratesi, Lora Bertone, Alice Capitani, Serena Fabrizi, Mara Pistecchia                | Włochy           | 14.859 |
| 8    | Violeta Monge, Esther Heredia, Noelia San Felipe, Lucia del Barco, Octavio Garcia, David Belio             | Hiszpania        | 14.432 |

## Tabela medalowa
| Miejsce | Państwo   |   |   |   | Razem |
| ------- | --------- | - | - | - | ----- |
| 1       | Rumunia   | 1 | 1 | 2 | 4     |
| 1       | Rosja     | 1 | 1 | 2 | 4     |
| 2       | Hiszpania | 2 | 0 | 0 | 2     |
| 3       | Japonia   | 1 | 0 | 0 | 1     |
| 4       | Bułgaria  | 0 | 1 | 0 | 1     |
| 4       | Francja   | 0 | 1 | 0 | 1     |
| 4       | Włochy    | 0 | 1 | 0 | 1     |
| 5       | Chile     | 0 | 0 | 1 | 1     |